# 캐나다의 프랑스어

캐나다의 프랑스어 사용 분포.
프랑스어가 공용어인 지역 (퀘벡과 뉴브런즈윅)
프랑스어가 연방 차원에서만 공용어인 지역 (캐나다의 나머지 지역)

2021년 캐나다 인구조사에 따르면 프랑스어는 약 1,000만 캐나다인(캐나다 인구의 22%, 영어 다음으로 두 번째인 56%)의 모국어이다. 프랑스어 원어민인 캐나다인 대부분은 퀘벡주에 거주하며, 퀘벡주는 프랑스어가 다수이자 유일한 공용어인 유일한 주이다. 퀘벡 주민의 85%는 프랑스어 원어민인 프랑코폰이며 95%는 프랑스어를 제1 또는 제2 언어로 사용한다.
약 100만 명의 프랑스어 원어민은 다른 주에 살고 있으며, 공식적으로 이중 언어 사용 지역인 뉴브런즈윅주에서는 상당한 소수 민족을 구성한다. 뉴브런즈윅 주민의 약 3분의 1은 프랑스어 사용자이다. 매니토바주와 온타리오주에도 프랑스어 사용 공동체가 크게 있으며, 앨버타주, 노바스코샤주, 프린스에드워드아일랜드주, 서스캐처원주에는 더 작은 공동체(인구의 약 1~2%)가 있다. 이들 공동체 중 다수는 프랑스어 기관의 지원을 받는다. 2016년 캐나다인의 29.8%가 프랑스어로 대화할 수 있다고 보고했다.
1969년 공용어법에 따라 영어와 프랑스어는 캐나다의 공용어로 인정되며 캐나다 정부로부터 동등한 지위를 부여받는다. 프랑스어는 방언이나 변종에 대한 특정 언급 없이 연방 정부 차원에서 캐나다의 두 공용어 중 하나로 지위를 가지지만, 퀘벡 외 캐나다인 대부분의 모국어는 영어이다. 연방 정부는 두 언어로 서비스를 제공하고 운영한다.
온타리오주, 뉴브런즈윅주, 매니토바주의 주 정부는 프랑스어 사용자의 수에 따라 서비스 제공이 정당화되는 경우 프랑스어 서비스를 제공해야 한다. 프랑스어는 또한 캐나다의 세 준주인 노스웨스트 준주, 누나부트 준주, 유콘 준주의 공용어이기도 하다. 프랑스어 또는 영어의 지역적 지위와 상관없이 캐나다 권리 자유 헌장은 모든 주와 준주가 공식 언어 소수자에게 초등 및 중등 교육을 제공할 것을 요구한다.

## 역사와 발전

### 16세기
1524년 프랑스의 이탈리아 은행가들을 위해 일하던 피렌체 항해사 조반니 다 베라차노는 스페인령 플로리다에서 케이프브레턴섬까지 아메리카 해안을 탐험했다. 1529년 베라차노는 북아메리카 대륙 해안 지역의 일부를 누벨 갈리아(누벨프랑스)라는 이름으로 지도에 표시했다. 1534년 프랑스의 프랑수아 1세 (프랑스)는 자크 카르티에를 보내 이전에 알려지지 않은 땅을 탐험하게 했다. 카르티에는 세인트로렌스만을 발견하고 현지 주민들과 동맹을 맺고 더 나아갈 수 있는 길을 얻었다. 두 번째 탐험(1535~1536년) 동안 카르티에는 대륙의 심장부로 들어가는 길인 세인트로렌스강을 발견했다. 그러나 카르티에는 이 지역에 영구적인 식민지를 건설하는 데 실패했고, 유럽의 전쟁으로 인해 프랑스는 16세기 말까지 더 이상의 식민지화를 하지 못했다.

### 17세기
17세기 초, 지금의 캐나다 동부 지역에 프랑스 정착지와 사기업이 설립되었다. 1605년 피에르 뒤과와 사뮈엘 드 샹플랭은 포트루아얄(아카디아)을 세웠고, 1608년 샹플랭은 퀘벡 (도시)을 세웠다. 1642년에는 훗날 몬트리올이 될 빌 마리(Ville Marie)가 세워지면서 영토 점령이 완료되었다.
1634년 퀘벡에는 주로 모피 무역에 종사하는 200명의 정착민이 살았다. 무역은 수익성이 좋았고 도시는 단순한 임시 무역소를 넘어설 지점에 있었다.
1635년 예수회는 어린이 교육을 위한 퀘벡 중등 학교를 설립했다. 1645년에는 식민지의 정치 및 경제 지도자들을 통합하는 콩파니 데자비탕(Compagnie des Habitants)이 설립되었다. 프랑스어는 모든 비원주민의 언어였다.
1685년 루이 14세(1654~1715)의 낭트 칙령 폐지는 개혁교회의 종교 자유를 합법화한 것이었지만, 30만 명의 위그노(프랑스 칼뱅주의자)가 유럽의 다른 나라와 북아메리카로 이주하는 원인이 되었다.

### 18세기
1713년 위트레흐트 조약으로 영국은 프랑스가 통제하던 북아메리카 동부 지역 일부를 지배하기 시작했다. 영국은 1713년에 본토 노바스코샤주를 점령했다. 현재의 메인주는 랄레 신부의 전쟁 중에 영국에 함락되었고, 현재의 뉴브런즈윅주는 르루트르 신부의 전쟁 이후 함락되었다. 1755년 노바스코샤주의 프랑스어 사용 주민 대부분은 13개 식민지로 추방되었다. 1758년 이후에는 영국과 프랑스로 추방되었다. 파리 조약 (1763년)으로 영국은 캐나다 영토에서 프랑스를 완전히 제거했으며, 세인트로렌스만 입구의 생피에르 미클롱만 제외되었다.
프랑스어는 무역 및 국가 통신 면에서 2류 언어로 전락했다. 필요에 따라 교육받은 계층은 영어를 배우고 점차 이중 언어 사용자가 되었지만, 대다수의 프랑스어 사용 주민은 계속해서 프랑스어만 사용했으며 그들의 인구는 증가했다. 프랑스 인구의 영국화는 실패했고, 공존이 필요하다는 것이 명백해졌다. 1774년 그레이트브리튼 의회는 퀘벡 법을 통과시켜 프랑스 민법을 복원하고 가톨릭 탄압에 사용되었던 심사율을 폐지했다.

### 연방 국가로서의 캐나다
1791년 의회는 퀘벡 법을 폐지하고 왕에게 캐나다 식민지를 두 개의 새로운 주로 나눌 권한을 부여했다: 훗날 온타리오가 된 어퍼캐나다와 퀘벡이 된 로어캐나다이다.
1867년 영국 북아메리카의 세 식민지는 연방 국가를 형성하기로 합의했고, 이를 캐나다라고 명명했다. 이는 네 개의 주로 구성되었다:
- 이전의 어퍼캐나다인 온타리오주
- 이전의 로어캐나다인 퀘벡주
- 노바스코샤주
- 이전의 아카디아 영토인 뉴브런즈윅주

퀘벡에서는 프랑스어가 다시 공용어가 되었다. 그 전까지는 고유어였지만 법적 지위는 없었다.

## 방언과 변종
지리적 고립과 영국 정복의 결과로 캐나다의 프랑스어는 세 가지 다르지만 관련된 주요 방언을 보인다. 이들은 유럽 프랑스어와 구별되는 특정 특징을 공유한다.
이러한 방언들은 정도의 차이는 있지만 식민화 당시 프랑스에서 사용되던 지역어 및 민속 방언의 요소를 혼합한다. 예를 들어, 퀘벡 프랑스어의 기원은 17세기 및 18세기 파리 프랑스어에 있으며, 초기 근대의 민속 방언과 오일어 (예: 노르만어, 피카르디어, 푸아트뱅어-생통주아 방언)와 같은 다른 지역어의 영향을 받았다. 이 언어들은 프랑스 식민지 개척자들이 누벨프랑스로 가져온 것이다. 세 방언은 또한 역사적으로나 지리적으로 누벨프랑스의 다섯 식민지 중 세 곳(캐나다, 아카디아, 테르뇌브 (뉴펀들랜드))과 연관될 수 있으며, 이들 지역은 프랑스의 다른 지역 출신 사람들에 의해 정착되었다.
또한, 크리어와 프랑스어를 기반으로 하는 미치프어라는 혼합 언어가 있다. 이 언어는 매니토바주와 서스캐처원주 그리고 인접한 미국 지역의 메티스 (민족) 공동체에서 사용된다.
제2차 세계대전 이후 이민은 전 세계에서 프랑스어 사용 이민자들을 데려왔고, 그들과 함께 다른 프랑스어 방언도 유입되었다.

## 캐나다 전역의 프랑코폰
| 주/준주                  | 그룹명                   | 주요 지역                                                                                                 | 모국어로서의 프랑스어 | 비율  |
| ------------------------ | ------------------------ | --- | --------------------- | ----- |
| 퀘벡주                   | 퀘벡인                   | 퀘벡주 지역                                                                                               | 8,214,000             | 85%   |
| 온타리오주               | 프랑코 온타리오인        | 서드베리 / 온타리오 북동부, 오타와 / 온타리오 동부, 그리고 온타리오 전역의 프랑스어 사용 공동체 다수      | 561,160               | 4.4%  |
| 뉴브런즈윅주             | 아카디아인 및 브레이온인 | 매더워스카군, 레스티구시군, 글로스터군, 켄트군, 웨스트모얼랜드군                                          | 234,410               | 31.6% |
| 앨버타주                 | 프랑코 앨버타인          | 에드먼턴 (보니 둔), 캘거리, 세인트폴, 보니빌, 락 라 비슈, 피스리버, 팔헤르                                | 81,085                | 2.2%  |
| 브리티시컬럼비아주       | 프랑코 콜롬비아인        | 밴쿠버 광역권 (마야르빌), 빅토리아                                                                        | 70,755                | 1.6%  |
| 매니토바주               | 프랑코 매니토바인        | 위니펙 (세인트 보니페이스, 세인트 바이털, 세인트 노버트), 이스트먼 지역, 펨비나 밸리 지역, 중부 평원 지역 | 47,680                | 3.8%  |
| 노바스코샤주             | 아카디아인               | 디그비군, 리치몬드군, 인버네스군, 야머스군                                                                | 34,585                | 3.8%  |
| 서스캐처원주             | 프랑사스코아인           | 리자이나, 새스커툰, 그라벨부르그, 앨버트빌, 제논-파크, 세인트이시도르-드-벨뷰, 윌로우 번치                | 18,935                | 1.9%  |
| 프린스에드워드아일랜드주 | 아카디아인               | 프린스군 (에반젤린 지역)                                                                                  | 5,685                 | 4.1%  |
| 뉴펀들랜드 래브라도주    | 프랑코 뉴펀들랜드인      | 포트오포트반도                                                                                            | 3,015                 | 0.6%  |
| 유콘 준주                | 프랑코 유코네즈인        | 화이트호스, 도슨시티                                                                                      | 1,630                 | 4.8%  |
| 노스웨스트 준주          | 프랑코 테누아인          | 옐로나이프, 헤이리버, 이누빅, 포트 스미스                                                                 | 1,175                 | 2.9%  |
| 누나부트 준주            | 프랑코 누나부아인        | 이칼루이트                                                                                                | 616                   | 1.4%  |

### 퀘벡

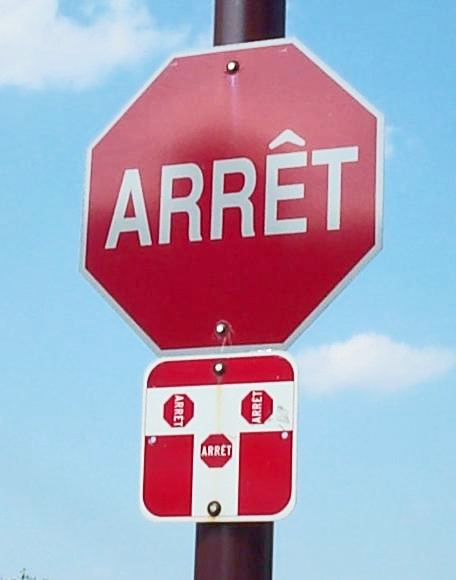
퀘벡 프랑스어 정지 표지판

퀘벡주는 프랑스어를 유일한 공용어로 사용하는 유일한 주이다. 오늘날 퀘벡 주민의 71.2%는 프랑스어가 모국어인 프랑스어 사용자이다. 퀘벡 주민의 약 95%가 프랑스어를 사용한다. 그러나 주 정부가 제공하는 많은 서비스는 주 내 상당한 영어 사용자들을 위해 영어로 제공된다 (특히 몬트리올에서). 프랑스어 원어민에게 퀘벡 프랑스어는 프랑스의 프랑스어 (때때로 메트로폴리탄 프랑스어라고 불림)와 발음 및 어휘에서 눈에 띄게 다르지만, 공식적인 변종에서는 쉽게 상호 이해가 가능하며, 적당히 노출된 후에는 대부분의 비공식적인 변종에서도 마찬가지이다. 이러한 차이는 영국이 캐나다를 점령한 18세기 이후 퀘벡 프랑스어와 파리 프랑스어에서 발생한 변화 때문이다.
퀘벡의 여러 지역은 고유한 변종을 가지고 있다: 가스페반도, 코트노르, 퀘벡 (도시), 사가네-락-생장, 우타우에 (지역), 아비티비-테미스카밍은 발음뿐만 아니라 어휘에서도 차이를 보인다. 예를 들어, 지역에 따라 "주전자"를 나타내는 일반적인 단어는 bouilloire, bombe, 또는 canard가 될 수 있다.
퀘벡에서는 프랑스어가 매우 중요하다. 예를 들어, 도로의 정지 표지판은 ARRÊT (프랑스어로 "멈춤"을 의미)라고 쓰여 있는데, 프랑스와 같은 다른 프랑스어 사용 국가에서는 STOP을 사용한다. 비슷한 맥락으로, 프랑스어 이외의 언어로 제작된 영화(주로 영어로 제작된 영화)는 프랑스보다 퀘벡에서 더 직역으로 이름이 붙여진다 (예: 영화 러브 그루는 프랑스에서는 Love Gourou라고 불리지만, 퀘벡에서는 Le Gourou de l'amour라고 불린다).

### 해양주

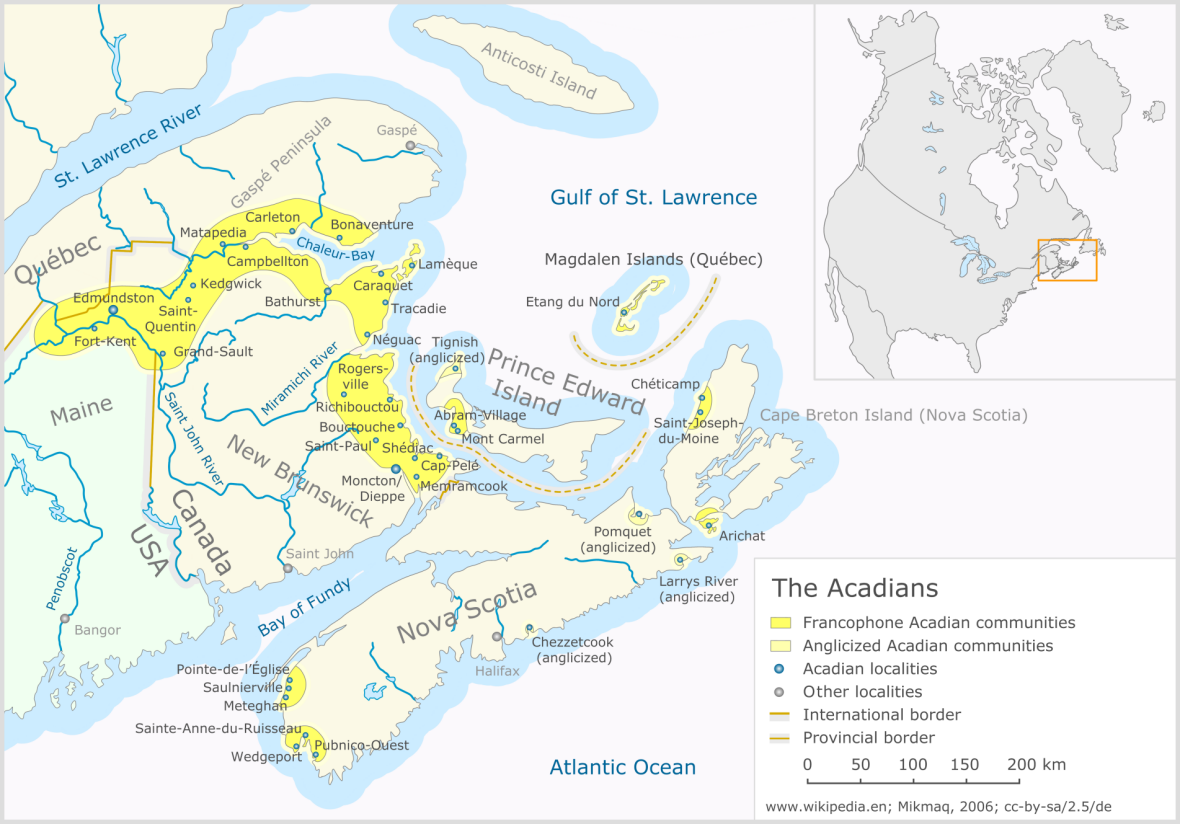
현재의 아카디아 공동체

현재 뉴브런즈윅주와 노바스코샤주에 거주하던 식민지 개척자들은 주로 브르타뉴인, 노르만인, 바스크인으로 구성되었다. 영국에 정복된 그들은 대규모 추방을 겪고 미국과 프랑스로 갔다. 다른 이들은 캐나다나 인근 섬으로 망명했다. 남아 있던 이들은 박해를 받았다. 18세기 말, 더 자유로운 조치로 남아 있던 이들에게 새로운 땅이 주어졌고, 캐나다와 미클롱에서 많은 망명자들의 귀환을 촉진하기 위한 조치가 취해졌다. 아카디아인의 수는 빠르게 증가하여 주의회에 대표를 얻을 정도였다.
프랑스어는 뉴브런즈윅주의 공식 언어 중 하나이며 영어와 함께 사용된다. 퀘벡주를 제외하고 프랑스어를 공식 언어로 인정하는 유일한 캐나다 주이다. 뉴브런즈윅 주민의 약 3분의 1이 프랑스어 사용자이며, 이는 캐나다에서 가장 큰 아카디아인 인구이다.
아카디아 공동체는 주로 퀘벡과의 경계 및 주의 동부 해안을 따라 시골 지역에 집중되어 있다. 매더워스카 지역의 프랑스어 사용자들은 브레이온인으로도 식별될 수 있지만, 사회학자들은 브레이온인이 별개의 프랑스어 공동체인지, 아카디아인의 하위 그룹인지, 또는 퀘벡인의 주 외부 공동체인지에 대해 논쟁을 벌여왔다. 유일한 주요 아카디아 인구 중심지는 멍크턴으로, 멍크턴 대학교의 본캠퍼스가 있다. 그러나 멍크턴에서는 프랑스어 사용자가 소수이다.
뉴브런즈윅 외에도 아카디아 프랑스어는 퀘벡 본토의 일부 지역과 노바스코샤주, 프린스에드워드아일랜드주, 뉴펀들랜드의 대서양 주에서 사용된다. 이들 주에서는 프랑스어 사용자의 비율이 뉴브런즈윅보다 훨씬 작다. 일부 공동체에서는 프랑스어가 소멸위기언어이다.
언어학자들은 아카디아 프랑스어의 기원에 대해 의견이 일치하지 않는다. 아카디아 프랑스어는 오일어의 영향을 받았다. 이 방언은 치경음 r과 동사의 3인칭 복수형 마지막 음절 발음 등 여러 특징을 포함한다. 아카디아는 저지섬(노르망디 본토에 가까운 채널 제도) 외에 저지어 화자를 찾을 수 있는 유일한 곳이다.

### 온타리오
프랑스어는 온타리오주에서 50만 명 이상의 원어민 언어이며, 주 인구의 4.7%를 차지한다. 이들은 주로 온타리오 동부와 온타리오 북동부 지역, 즉 퀘벡주와의 경계 근처에 집중되어 있지만, 주 전역에 소수로 존재한다. 온타리오주 프랑스어 사용자들은 더 큰 문화 집단인 프랑코 온타리오인의 일부를 형성하며, 이들 중 60%만이 여전히 집에서 프랑스어를 사용한다. 오타와 시에는 주 내에서 가장 많은 프랑코 온타리오인이 거주한다. 프랑코 온타리오인은 원래 프랑스에서 온 1차 이민자들과 퀘벡에서 온 2차 이민자들이다. 3차 이민자들은 퀘벡뿐만 아니라 아이티, 모로코, 아프리카 출신이다.
온타리오주는 법으로 정해진 공식 언어가 없지만, 주로 영어를 사용하는 주이다. 온타리오 법은 주 주의회가 영어와 프랑스어 모두로 운영되어야 하며(개인은 의회에서 자신이 선택한 공식 언어로 말할 수 있다), 모든 주 법령과 법안이 영어와 프랑스어 모두로 제공되어야 한다고 요구한다. 또한, 프랑스어 서비스법에 따라 개인은 프랑스어로 모든 주 정부 부서 또는 기관의 수장 또는 중앙 사무실과 소통할 수 있으며, 소수 인구 기준에 따라 선택된 주 내 25개 지정 지역에서 모든 정부 서비스를 프랑스어로 받을 수 있다. 온타리오 주 정부 웹사이트는 이중 언어로 제공된다. 오타와, 토론토, 윈저, 서드베리 및 티민스 주민은 자신이 선택한 공식 언어로 지방 정부 서비스를 받을 수 있다.
온타리오의 군사 기지에도 여러 프랑스어 사용 공동체가 있는데, 캐나다군 트렌턴 기지와 같은 곳이다. 이 공동체들은 군인 거주지에 함께 사는 캐나다군의 프랑스어 사용 캐나다인에 의해 설립되었다.
프랑코 온타리오인이라는 용어는 두 가지 해석을 포함한다. 첫 번째에 따르면, 온타리오의 모든 프랑스어 사용자를 포함하며, 그들의 출신지에 상관없다. 두 번째에 따르면, 온타리오에서 태어난 모든 프랑스계 캐나다인을 포함하며, 그들의 프랑스어 수준에 상관없다. 프랑코 온타리오인들 사이에서 프랑스어 사용은 많은 분야에서 영어의 편재로 인해 감소하고 있다.

### 뉴펀들랜드
이 섬은 1497년 존 캐벗에 의해 유럽 강대국에 발견되었다. 뉴펀들랜드섬은 1583년에 영국에 합병되었다. 이곳은 북아메리카에서 첫 번째 영국 소유지이다.
1610년에 프랑스인들은 아발롱반도에 정착하여 영국인들과 전쟁을 벌였다. 1713년 위트레흐트 조약은 영국의 주권을 인정했다.
프랑코 뉴펀들랜드인의 기원은 두 가지이다. 첫 번째로 도착한 사람들은 주로 어업 가능성에 이끌린 브르타뉴인 출신이다. 그 다음, 19세기부터 케이프브레턴섬과 퀘벡에 속한 9개의 작은 섬으로 이루어진 군도인 마들렌 제도에서 온 아카디아인들이 정착했다.
20세기 중반까지, 브르타뉴어를 모국어로 사용했지만 프랑스어 교육을 받은 브르타뉴 어부들이 정착하기 위해 왔다. 이 브르타뉴인의 존재는 뉴펀들랜드 프랑스어와 아카디아 프랑스어 간의 차이를 설명할 수 있다.
1970년대에는 케이프 세인트 조지 학교에서 이중 언어 교육 형태로 프랑스어가 등장했다. 1980년대에는 그곳에서 프랑스어 원어민을 위한 프랑스어 수업이 조직되었다.

### 캐나다 서부
매니토바주에도 상당한 프랑코 매니토바인 공동체가 있으며, 특히 위니펙의 세인트 보니페이스 지역에 집중되어 있지만, 주변의 여러 마을에도 퍼져 있다. 매니토바주 주 정부는 프레리 지역에서 유일한 이중 언어 웹사이트를 자랑하며, 캐나다 헌법은 매니토바 주 의회와 법원에서 프랑스어를 공식 언어로 인정한다. 서스캐처원주에도 프랑사스코아인 공동체가 있으며, 앨버타주에도 프랑코 앨버타인이, 브리티시컬럼비아주에는 프랑코 콜롬비아인이 거주한다.
캐나다 서부에서 유래한 프랑스어 방언인 미치프어는 크리어와 프랑스어에서 파생된 독특한 혼합 언어이다. 주로 매니토바주와 노스다코타주에 거주하는 소수의 메티스 (민족)가 사용한다.

### 캐나다 북부
프랑스어는 북부 3개 준주인 유콘 준주, 노스웨스트 준주, 누나부트 준주 각각의 공용어이다. 유콘 준주의 프랑스어 사용자들은 프랑코 유코네즈인이라 불리며, 노스웨스트 준주 출신은 프랑코 테누아인(노스웨스트 준주의 프랑스어 약어인 TN-O 또는 Territoires du Nord-Ouest에서 유래), 누나부트 준주 출신은 프랑코 누나부아인이라 불린다.

## 퀘벡 외부 캐나다의 프랑스어 사용 공동체
- 프랑코 온타리오인 (또는 온타루아)
- 아카디아인 (뉴브런즈윅, 노바스코샤, 프린스 에드워드 아일랜드; 퀘벡 및 뉴펀들랜드 래브라도의 일부 지역에도 존재)
- 프랑코 매니토바인
- 프랑사스코아인 (서스캐처원)
- 프랑코 앨버타인
- 프랑코 콜롬비아인
- 프랑코 테르뇌비앙인
- 프랑코 테누아인 (노스웨스트 준주)
- 프랑코 유코네즈인 (유콘 준주)
- 프랑코 누나부아인 (누나부트 준주)

## 같이 보기
- 아메리카 프랑스어
- 프랑스어 헌장
- 치악
- 아메리카의 프랑스 식민화
- 미국의 프랑스어
- 프랑스어 음운론
- 영어에 대한 프랑스어의 영향
- 주알
- 캐나다의 언어
- 메티스 프랑스어
- 퀘벡 프랑스어 위원회
- 캐나다의 공식 이중언어주의
- 퀘벡 프랑스어 어휘

## 내용주
1. ↑  Canada, Government of Canada, Statistics. “Census Profile, 2021 Census – Canada [Country] and Canada [Country]”. 《www12.statcan.gc.ca》 (영어). 2017년 10월 3일에 확인함.
2. ↑  OLF 보관됨 22 8월 2006(날짜 불일치) - 웨이백 머신
3. 1 2  “Census Profile, 2016 Census”. 《Statistics Canada》. 2017년 8월 2일. 2017년 10월 3일에 확인함.
4. 1 2  “Population by language spoken most often at home and age groups, 2006 counts, for Canada, provinces and territories – 20% sample data”. 《www12.statcan.gc.ca》 (영어). 2019년 3월 19일에 확인함.
5. ↑  “Official Languages Act – 1985, c. 31 (4th Supp.)”. 《Act current to July 11th, 2010》. Department of Justice. 2011년 1월 5일에 원본 문서에서 보존된 문서. 2010년 8월 15일에 확인함.
6. 1 2  Atlas Universalis (1996), Tome 2, p. 57
7. ↑  Atlas Universalis (1996), Tome 5, p. 23
8. ↑  “Pierre Dugua de Mons”. 《www.thecanadianencyclopedia.ca》 (영어). 2023년 12월 8일에 확인함.
9. ↑  Atlas Universalis (1996) Tome 4, pp. 837–838
10. ↑  Atlas Universalis (1996) Tome 4, pp. 838–839
11. ↑  Atlas Universalis (1996) Tome 4, pp. 840–842
12. ↑  Atlas Universalis (1996), Tome 19, pp. 397–404
13. ↑  Bourhis, Richard Y.; Lepicq, Dominique (1993). 〈Québécois French and language issues in Quebec〉.   Posner, Rebecca; Green, John N. 《Trends in Romance Linguistics and Philology.》. 5: Bilingualism and Linguistic Conflict in Romance. New York: Mouton De Gruyter. ISBN 311011724X.
14. ↑  Wade, Mason (May 1974). 《Commentary: Québécois and Acadien》. 《Journal of Canadian Studies》 9 (University of Toronto Press). 47–53쪽. doi:10.3138/jcs.9.2.47.
15. ↑  〈Francophones of Nunavut (Franco-Nunavois)〉. 《The Canadian Encyclopedia》. 2020년 8월 14일에 확인함.
16. 1 2  캐나다의 언어 프로필: 주 및 준주 보관됨 2015-10-18 - 웨이백 머신. 2011년 5월 3일 검색됨.
17. ↑  Atlas Universalis (1996), Thésaurus A-C, p. 24
18. ↑  Statistiques Canada. “Population dont le français est la langue parlée le plus souvent à la maison, Canada, Provinces, territoires et Canada moins le Québec, 1996 à 2006”. 2013년 11월 4일에 확인함.
19. ↑  David Block; Heller Monica (2002). 《Globalization and language teaching》. Taylor and Francis Group.
20. ↑  Atlas Universalis (1996), Thésaurus K-M, p. 2638
21. ↑  Atlas Universalis (1996), Tome 4, pp. 840–842